# Francisco Javier Delicado Martínez
Francisco Javier Delicado Martínez (València, 20 d'agost de 1951) és un historiador, crític d'art i assagista valencià.
Nascut a València, va realitzar els seus estudis en el Institut Lluís Vives ia la Facultat de Filosofia i Lletres de la seva ciutat natal, doctorant en Història de l'Art, després de la lectura de la seva tesi doctoral que va versar sobre La Comissió Provincial de Monuments Històrics i Artístics de València (1844-1983].
Professor Associat de el Departament d'Història de l'Art de la Universitat de València des de 1997 fins a la seva jubilació el 2016. Ha impartit conferències sobre art hispànic, participat en congressos i simposis d'Història de l'Art d'àmbit nacional i internacional, amb la lectura de ponències i comunicacions que han estat publicades en les actes d'aquestes trobades, particularment en els organitzats pel Comitè Espanyol d'Història de l'Art i l'Institut Escurialense d'Investigacions Històriques i Artística. Ha redactat 30 biografies d'artistes valencians i murcians per al Diccionario Biográfico Español. Real Academia de la Historia, prologat llibres d'artistes plàstics contemporanis, redactat fitxes catalogràfiques per a catàlegs d'exposicions, i recensions de llibres.
Ha publicat prop de 200 treballs d'investigació en revistes científiques de caràcter històric, artístic i cultural de difusió nacional.